# Johannes Versor

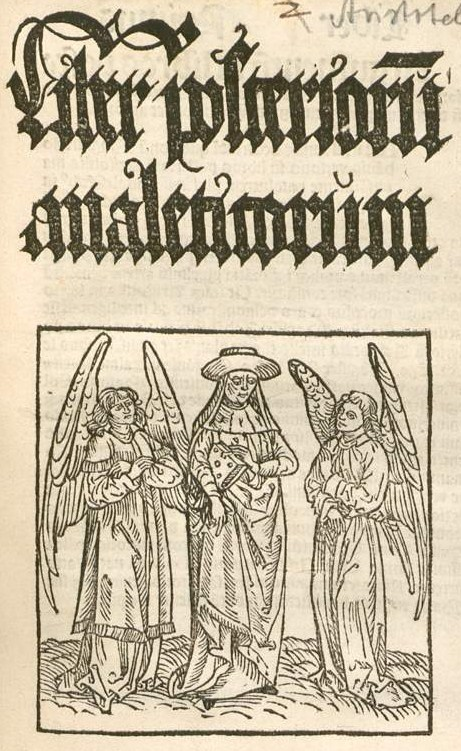
Titelseite zu Versors Kommentar zur Analytica posteriora von Aristoteles.

Johannes Versor (auch: Ioannes Versor, Ioannes Versorius, Johannes le Tourneur, Jean Letourneur; † nach 1482) war ein französischer Dominikaner und einer der wichtigsten Thomisten und Kommentatoren Aristoteles’ im Spätmittelalter. 
Er wurde 1435 Magister der Theologie in Paris und 1458 ebenda Rektor.
Neben Thomas von Aquin, weshalb er traditionell den Thomisten zugerechnet wird, beruhte sein Denken auch auf Albertus Magnus. 